# آلبرت آستین
آلبرت آستین (انگلیسی: Albert Austin؛ ‏ ۱۸۸۱ یا ۱۸۸۵ – ۱۷ اوت ۱۹۵۳) بازیگر اهل بریتانیا بود. وی بین سال‌های ۱۹۱۲ تا ۱۹۳۰ میلادی فعالیت می‌کرد.
از فیلم‌ها یا برنامه‌های تلویزیونی که وی در آن نقش داشته است، می‌توان به بانی اسکاتلند، آیا لازم است مردان پیاده به منزل بروند؟، بازرس فروشگاه، روز پرداخت حقوق، جویندگان طلا، روشنایی‌های شهر، پسربچه، سیرک، ایزی استریت، سانی‌ساید، دردسر سه‌گانه، مهاجر، زندگی سگی، سمساری، دوش‌فنگ، ساعت یک صبح، ماجراجو، سرسره بازی، باند، درمان، پشت صفحه نمایش، کنت، پروفسور و کف‌صابون اشاره کرد.